# ハンティントン・インガルス・インダストリーズ
ハンティントン・インガルス・インダストリーズ（英語：Huntington Ingalls Industries、HII）は、アメリカ合衆国の造船会社。2011年3月31日にノースロップ・グラマンから分離独立して発足した。フォーチュン500にも名を連ねている。

## 概説
前身はノースロップ・グラマンの造船部門の2社であるノースロップ・グラマン・シップシステムズとニューポート・ニューズ造船所を合併し、2008年1月28日に設立されたノースロップ・グラマン・シップビルディングである。社名は主要な2工場の創設者であるコリス・ポッター・ハンティントン（ニューポート・ニューズ造船所）とロバート・インガルス（インガルス造船所）の名にちなんでいる。
現在の社長兼CEOはマイケル・ペターズ（Michael Petters）であり、前身のノースロップ・グラマン・シップビルディングおよびニューポート・ニューズ造船所から引き続いて社長を務めている。
HIIはアメリカ海軍の原子力空母の設計・建造・燃料交換が行える唯一の造船所であり、原子力潜水艦を建造できる2社のうちの1社（もう1社はジェネラル・ダイナミクス・エレクトリック・ボート）でもある。アメリカ海軍艦艇のうち、HII（前身も含む）で建造されたものは約7割にも及ぶ。

## 部門
- ニューポート・ニューズ造船所（バージニア州ニューポートニューズ）
原子力空母、原子力潜水艦の建造・オーバーホール
- インガルス造船所（ミシシッピ州パスカグーラ）
水上艦艇（海軍、沿岸警備隊）

## 子会社
- AMSEC（バージニア州バージニアビーチ）
 整備・改修・物流・エンジニアリング・IT及びアメリカ海軍への訓練ソリューションの提供
- コンチネンタル・マリタイム（カリフォルニア州サンディエゴ）
 アメリカ海軍における艦艇修理の主契約者であり、海上輸送司令部へのサービスも提供
- ニューポートニューズ・エナジー（バージニア州ニューポートニューズ）
商用エネルギーおよび造船に関する専門的なエンジニアリング・サービス、運用支援、プログラム管理の提供
- ニューポートニューズ・インダストリアル（バージニア州ニューポートニューズ）
政府も含むエネルギー分野および石油化学工業向け製造・建設・技術サービスの提供
- ストーラー・ニューポートニューズ・ニュークリア (SN3, コロラド州ブルームフィールド)
 アメリカ国防総省・エネルギー省向け原子力関連事業および環境サービス事業
- ユニバーサル・ペガサス・インターナショナル（テキサス州ヒューストン）
エネルギー産業向けプロジェクト管理・エンジニアリング・施工管理の提供

## 工場
HIIの拠点はアメリカ国内各地に設けられている。
- ニューポート・ニューズ造船所（バージニア州ニューポートニューズ）
原子力空母、原子力潜水艦およびオーバーホール
- インガルス造船所（ミシシッピ州パスカグーラ）
 水上艦艇（海軍および沿岸警備隊）
- バージニア州バージニアビーチ
(AMSEC、サポート)
- カリフォルニア州サンディエゴ
(コンチネンタル・マリタイム、修理・サポート)

### 以前保有していた工場
- ミシシッピ州ガルフポート
研究開発、コンポーネント
- ルイジアナ州タルーラ
コンポーネントおよびサブアセンブリ (2011年閉鎖)[3]
- ルイジアナ州ワガマン (2011年閉鎖)[3]
- エイボンデール造船所（ルイジアナ州ニューオーリンズ）
揚陸艦、補助艦艇 (2014年10月閉鎖)[2]

## プロジェクト
HIIは現在224億ドルの受注残を抱えている。

### ジェラルド・R・フォード級航空母艦
HIIはジェラルド・R・フォード級航空母艦の建造を担当している。2015年以降、5年に1隻のペースでの建造が予定されている。

### アメリカ級強襲揚陸艦
HIIはアメリカ海軍からアメリカ級強襲揚陸艦のネームシップであるアメリカの詳細設計および建造を24億ドルの価格固定特約付きで受注している。パスカグーラのインガルス造船所で建造し、2012年の進水を予定している。

### サン・アントニオ級ドック型輸送揚陸艦
2011年4月にはサン・アントニオ級ドック型輸送揚陸艦の10番艦、ジョン・P・マーサ (LPD-26)の建造を15億ドルで受注している。これはHIIとして最初の海軍からの受注であった（インガルス造船所としては既にLPD-19、22、24の3隻を受注していた）。

### バージニア級原子力潜水艦
アメリカ海軍は退役が進むロサンゼルス級原子力潜水艦の置き換えのため、バージニア級原子力潜水艦の建造を進めている。
HIIはジェネラル・ダイナミクス・エレクトリック・ボートと建造担当範囲について以下の合意を結んでいる。
- HIIは船尾区画、居住区画、機械室、魚雷発射管室、セイル、船首区画を担当する
- ジェネラル・ダイナミクス・エレクトリック・ボートは機関室および指揮区画を担当する
- 原子炉区画の建造、最終組立・試験・艤装・引き渡しは両者で交互に行う

### オフショア・パトロール・カッター
2014年にはアメリカ政府監査院が「アメリカ沿岸警備隊の造船所格付には説明が必要な部分がある」としてインガルス造船所へのオフショア・パトロール・カッターの発注を許可しなかった。